# ACAZ T.2
Pour les articles homonymes, voir T-2.
L’ACAZ T-2 est un monoplan entièrement métallique à aile haute et poste entièrement fermé. Il a été dessiné par Alfred Renard et Émile Allard en 1924 et construit par les Ateliers de Construction Aéronautique de Zeebruges (ACAZ). Il possède un moteur Anzani. Très en avance sur son temps[réf. souhaitée], il ne trouva néanmoins aucun débouché commercial et ne fut donc pas construit en série. De nombreux auteurs[Qui ?] persistent à affirmer que l’ACAZ T-2 fut le premier monoplan au monde construit entièrement en métal, oubliant les Junkers J 1 (1915), Junkers D.1 (1918) et Junkers CL.1 (1918).